# Дрегінешть
Дрегінешть, Дрегінешті (рум. Drăghinești) — село у повіті Телеорман в Румунії. Входить до складу комуни Гратія.
Село розташоване на відстані 53 км на захід від Бухареста, 51 км на північ від Александрії, 128 км на схід від Крайови, 136 км на південь від Брашова.

## Населення
За даними перепису населення 2002 року у селі проживали 1116 осіб.
Національний склад населення села:
| Національність | Кількість осіб | Відсоток |
| -------------- | -------------- | -------- |
| румуни         | 1105           | 99,0%    |
| цигани         | 11             | 1,0%     |

Рідною мовою назвали:
| Мова      | Кількість осіб | Відсоток |
| --------- | -------------- | -------- |
| румунська | 1110           | 99,5%    |
| циганська | 6              | 0,5%     |